# Blaptica dureti
Blaptica dureti es una especie de insecto blatodeo de la familia Blaberidae.

## Distribución geográfica
Se pueden encontrar en el noroeste de Argentina.